# Ościeżnica
Ościeżnica – nieruchoma rama osadzona w ościeży, czyli wewnętrznej krawędzi otworu ściany budynku – w otworze okiennym lub drzwiowym. Ościeżnica drzwiowa różni się od okiennej tym, że ma tylko trzy boki: dwa stojaki i nadproże. Czwarty bok tworzy tzw. ślepy próg. Do ościeżnicy montuje się na zawiasach skrzydła drzwiowe, okienne lub bramowe, rzadziej bezpośrednio przeszklenie. 

## Nazewnictwo
Ościeżnica potocznie bywa nazywana futryną, specjalistyczne publikacje określają taką nazwę jako błędną. Nie należy również nazywać ościeżnicy ramiakiem – jest to element konstrukcyjny skrzydła okiennego lub drzwiowego. Inny termin na ościeżnicę okienną to oboknie Bywa też mylona z framugą.

## Budowa
Ościeżnica może być wykonana z drewna, poli(chlorku winylu) lub metalu. Składa się z następujących elementów:
- nadproże (górny poziomy element) zwane w niektórych częściach Polski „główką”,
- próg (dolny poziomy element) rozróżniamy progi montażowe (tymczasowe) lub progi docelowe,
- belka zamkowa (pionowy element od strony zamka),
- belka zawiasowa (pionowy element od strony zawiasów),
- słupek (opcjonalny środkowy pionowy element), który może być zespolony ze skrzydłem biernym lub czynnym,
- pióro / zamek / kątownik – element zamykający konstrukcję w ościeżnicach regulowanych dla drzwi wewnętrznych (W) (stosowana przez producentów drzwi wewnętrznych oraz wewnątrzklatowych z ościeżnicami MDF),
- opaska portalowa – dodatkowy element dekoracyjny (wykończeniowy) dla drzwi zewnętrznych lub wewnątrzklatkowych; jest to poszerzona wersja opaski drzwiowej która maskuje miejsce montażu ościeżnicy,
- opaska – dodatkowy element dekoracyjny (wykończeniowy) dla drzwi wewnętrznych; zasłania miejsce montażu ościeżnicy,
- ćwierćwałek – dodatkowy element dekoracyjny (wykończeniowy) dla drzwi wewnętrznych,
- uszczelka drzwiowa,
- zawiasy (od 2 do 4),
- puszka zamkowa znajdująca się w belce zamkowej,
- gniazda do chowania bolców antywyważeniowych zamiennie z wręgiem francuskim; od strony belki zawiasowej.

Belka zamkowa oraz zawiasowa w ościeżnicach stosowanych do drzwi wewnętrznych nazywane są łącznie „bazą”.

## Podział ościeżnic drzwiowych
Ościeżnice dzielimy, oraz rozróżniamy ze względu na szereg cech, sposoby przeznaczenia, wyposażenie.

### Miejsce montażu
Jeden z podstawowych kryteriów podziału ościeżnic:
- ościeżnice do drzwi zewnętrznych (Z),
- ościeżnice do drzwi wewnątrzklatkowych / przejściowych wewnątrz budynku (Z),
- ościeżnice do drzwi wewnętrznych (W).

### Profil ościeżnicy
- ościeżnica pełna (Z),
- ościeżnica narożna zwana również połówkową (Z),
- ościeżnica profilowa (Z) (np. z profilu aluminiowego),
- ościeżnica stała / prosta / blokowa (W) – odpowiednik ościeżnicy pełnej dla drzwi wewnętrznych,
- ościeżnica regulowana / opaskowa (W) – stosowane do drzwi bezprzylgowych.

### Ościeżnice specjalistyczne

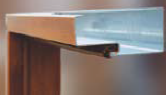
Przekrój standardowej ościeżnicy stalowej

#### Ościeżnice montowane w miejscach z długotrwałymi czynnikami skracającymi żywotność ościeżnicy
- ościeżnice montowane na basenach – narażone na dużą wilgotność powietrza i bezpośredni kontakt z wodą; przeważnie stosowane pokrycie HPL,
- ościeżnice montowane z miejscach dużego ruchu pieszego – wzmocnione miejsca mocowania zawiasów, jak również same zawiasy o większej nośności skrzydła.

#### Ościeżnice przeciwpożarowe w klasie EI30 lub EI60
- ogniotrwałe,
- dymoszczelne.

#### Ościeżnice o zwiększonej izolacji akustycznej
- współczynnik Rw (przenikanie dźwięku) z Deklaracji Właściwości Użytkowych (DWU) drzwi z poziomu 25 dB zwiększony do co najmniej 42 dB.

#### Ościeżnice energooszczędne

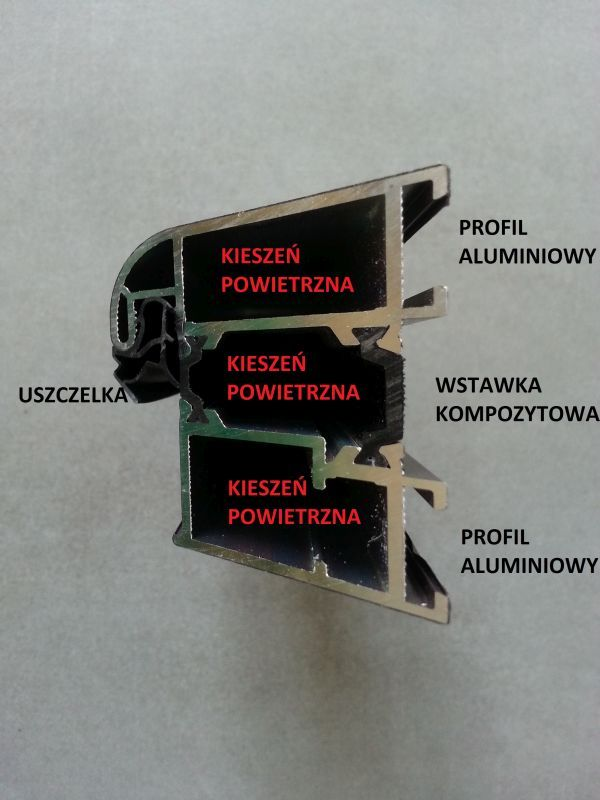
Przekrój ościeżnicy wielomateriałowej energooszczednej typu „Termo”

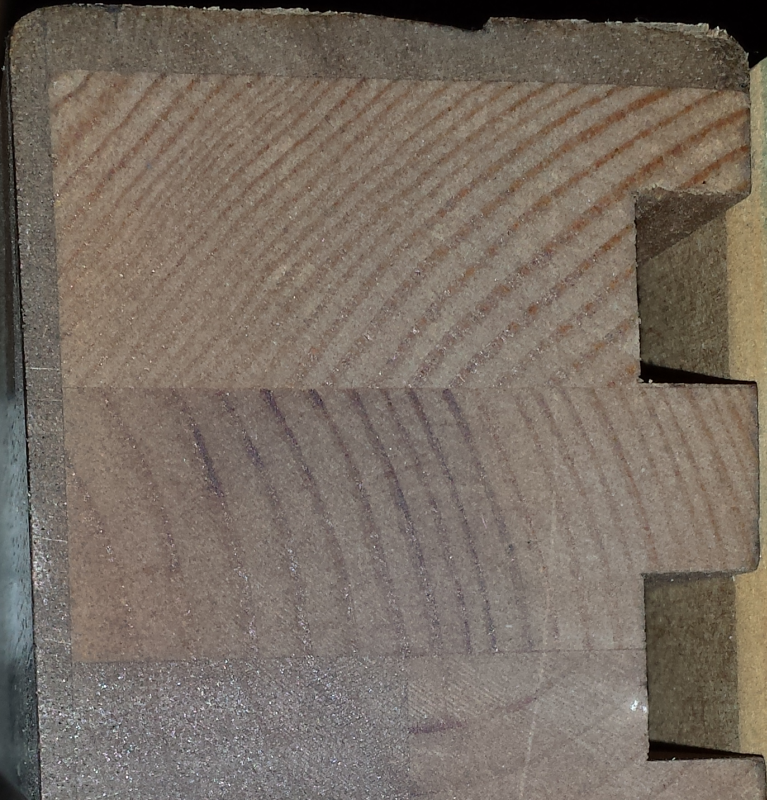
Przekrój ościeżnicy drewnianej klejonej

Ościeżnice energooszczędne o zwiększonej izolacji termicznej – współczynnik Ud (przenikania ciepła) z określony w Deklaracji Właściwości Użytkowych dla drzwi stosowanych w domach:
- tradycyjnych Ud=<2,3 W/(m2*K)

1. ościeżnica drewniana,
2. ościeżnica stalowa.

- energooszczędnych, domach zeroenergetycznych Ud=<1,3 W/(m2*K)

1. ościeżnica drewniana klejona lub pełna,
2. ościeżnica wielomateriałowa.

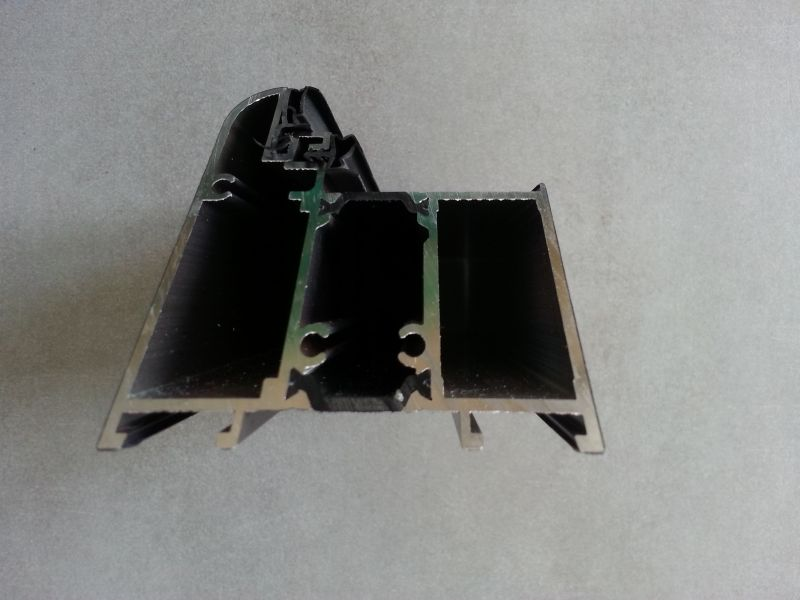
Przekrój ościeżnicy wielomateriałowej

- pasywnych Ud=<0,9 W/(m2*K)

1. ościeżnica drewniana klejona lub pełna,
2. ościeżnica wielomateriałowa – najnowszy typ ościeżnicy wprowadzony w tej kategorii energetycznej stolarki drzwiowej w Polsce, najczęściej jest to aluminium z przegrodą termiczną.

#### Ościeżnice przeciwwłamaniowe[10]
Ościeżnice są badane wraz ze skrzydłem drzwiowym i jako zestaw drzwiowy tworzą drzwi antywłamaniowe. Badanie następuje zgodnie z normami: PN-EN 1627:2012; PN-EN 1628; PN-EN 1629; PN-EN 1630. Klasa 1-2 odporności na włamanie uważana jest zwyczajowo za drzwi które nie są antywłamaniowymi. Oznaczenie „C” dotyczy poprzedniej nomenklatury, której niektórzy producenci używają do dzisiaj.

### Materiał użyty do produkcji
- ościeżnica stalowa (Z),
- ościeżnica drewniana (Z oraz W),
- z drewna klejonego warstwowo – obłogowanego,
- z drewna pełnego,
- ościeżnica MDF (W),
- ościeżnica PCW (Z) stosowana tylko do drzwi PCW,
- ościeżnica aluminiowa (Z) stosowana tylko do drzwi konstrukcji aluminiowej,
- ościeżnica wieloskładnikowa (Z) – ościeżnica z dwóch profili aluminiowych połączonych kompozytem; ościeżnica drewniana klejona z płaszczem stalowym.

### Rozmiar ościeżnicy
- ościeżnica określana jako „80-ka”:

1. wewnętrzny wymiar około 82 cm ze względu na odjęcie grubości skrzydła wchodzącego w światło otworu podczas pełnego rozwarcia pod kątem prostym,
2. wymiar zewnętrzny około 90–92 cm,
3. szerokość otworu montażowego około 93–95 cm,

- analogicznie dla pozostałych rozmiarów,
- standardowy rozmiar drzwi jednoskrzydłowych w Polsce to: 80, 90, 100,
- standardowy rozmiar drzwi dwuskrzydłowych w Polsce to: 120 oraz 140.

### Rodzaj domyku / docisku
- ościeżnica przylgowa dla skrzydeł z przylgą znajdującą się po bokach skrzydła oraz w górnej części,
- ościeżnica bezprzylgowa dla skrzydeł nie posiadających przylgi (skrzydła te zwane są zwyczajowo również: skrzydłem płaskim, tępym, prostym).

### Liczba uszczelek
- ościeżnice wewnętrzne obecnie posiadają standardowo 1 uszczelkę, w latach 80. brak uszczelek,
- ościeżnice zewnętrzne obecnie posiadają od 1 do 3 uszczelek. Standardowo jest 1 uszczelka.

### Liczba i rodzaj zamków zastosowanych w skrzydle drzwiowym
- Dla drzwi wewnętrznych (W) stosowany jest zazwyczaj 1 zamek bądź jest go brak:

1. zamek na klucz,
2. zamek WC,
3. brak zamka.

- Dla drzwi wewnątrzklatkowych / przejściowych wewnątrz budynku stosuje się od 1 do 2 zamków, co wymaga zastosowania jednej lub dwóch puszek zamkowych.
- Dla drzwi zewnętrznych stosuje się:

1. jeden zamek „bolcowy” (punktowy) – wymagana jedna puszka zamkowa,
2. dwa zamki „bolcowe” (punktowe) – wymagane dwie puszki zamkowe,
3. jeden zamek listwowy (na całej krawędzi skrzydła) – wymagane są puszki zgodnie z liczbą części ruchomych blokujących w ościeżnicy (zwyczajowo od 1 do 5 puszek zamkowych),
4. zamek „hakowy” – wymagana liczba puszek zamkowych jak w zamkach „bolcowych”.

### Rodzaj zabezpieczenia antywłamaniowego / przeciwwyważeniowego (zabezpieczenie przed zdjęciem skrzydła z ościeżnicy)
- W ościeżnicach wewnętrznych nie występuje zabezpieczenie.
- W ościeżnicach do drzwi wewnątrzklatkowych oraz zewnętrznych zabezpieczenie zgodne z systemem użytym w skrzydle drzwiowym:

1. gniazda do schowania bolców antywyważeniowych aktywnych lub pasywnych,
2. profil ościeżnicy spasowany z „wręgiem francuskim” zastosowanym w skrzydle drzwiowym.

### Rodzaj wykończenia powierzchni zewnętrznej ościeżnicy
- powłoka lakiernicza (W oraz Z) zazwyczaj w ościeżnicach metalowych lub z litego drewna,
- okleina fornirowa (W oraz Z) dla ościeżnic drewnianych klejonych warstwowo,
- okleina CPL, PCW oraz tzw. „laminaty” (W oraz Z):

1. CPL i PCW stosowane są w ościeżnicach wewnętrznych (W) z MDFu,
2. laminaty stosowane są w ościeżnicach zewnętrznych (Z) z metalu (stal lub aluminium),
3. olej, wosk, capon dla ościeżnic z drewna pełnego.

### Rodzaj zastosowanych zawiasów
- zawiasy czopowe składające się z części męskiej oraz żeńskiej (W oraz Z) od 2 do 3-4 kompletów,
- zawiasy trójdzielne składające się z „oczek” umieszczonych w skrzydle oraz z części nośnej umieszczonej w ościeżnicy; od 2 do 3-4 kompletów. Spotykane zazwyczaj w drzwiach zewnętrznych (Z),
- zawiasy chowane w ościeżnicę.

### Zastosowane akcesoria dodatkowe (nie zawsze występujące w komplecie)
- Próg drzwiowy:

1. tymczasowy / montażowy – usuwany zaraz po montażu ościeżnicy lub betonowany w wylewce posadzki,
2. docelowy próg,
3. drewniany,
4. aluminiowy,
5. kompozytowy,
6. tzw. „ciepły” próg łączący np. aluminium oraz kompozyt.

- Kotwy montażowe:

1. kotwy w stalowym płaszczu do ościeżnic zewnętrznych; stosowane zgodnie z zaleceniem producenta co do materiału, w którym będą one osadzone,
2. kotwy w plastikowym płaszczu do ościeżnic zewnętrznych lub wewnątrzklatkowych; jak wyżej,
3. brak elementów montażowych – montaż tylko poprzez wyparcie pionowych elementów (belek) oraz unieruchomienie ich pianką montażową (poliuretanową).